# Eva contro Eva Tour Teatrale
Eva contro Eva Tour Teatrale è la nona tournée della cantautrice catanese Carmen Consoli, partita da Cascina il 18 gennaio 2007.
Lo spettacolo ripercorre l'esperienza del precedente tour caratterizzandosi per l'utilizzo di strumenti musicali della tradizione siciliana. Inoltre, questo tour unisce musica e teatro, infatti prima di alcune canzoni sono recitati dei monologhi in lingua siciliana, ispirati a personaggi delle canzoni della cantautrice, scritti da Emma Dante e recitati da Simona Malato.
Il primo monologo "La sposa zoppa" è recitato a inizio spettacolo ed è ispirato alla canzone Fiori d'arancio, il secondo monologo "Eva e la bambola" è ispirato alla canzone Tutto su Eva, mentre il terzo monologo "U corvo du malaugurio" è ispirato alla canzone La dolce attesa.

## Date
- 19 gennaio 2007 -  Italia Cascina
- 20 gennaio 2007 -  Italia Cascina
- 23 gennaio 2007 -  Italia Mestre
- 24 gennaio 2007 -  Italia Mestre
- 27 gennaio 2007 -  Italia Mantova
- 29 gennaio 2007 -  Italia Torino
- 30 gennaio 2007 -  Italia Torino
- 2 febbraio 2007 -  Italia Saint-Vincent
- 6 febbraio 2007 -  Italia Bologna
- 7 febbraio 2007 -  Italia Bologna
- 8 febbraio 2007 -  Italia Vercelli
- 10 febbraio 2007 -  Italia Firenze
- 11 febbraio 2007 -  Italia Firenze
- 14 febbraio 2007 -  Italia Roma
- 15 febbraio 2007 -  Italia Fermo
- 20 febbraio 2007 -  Italia Pescara
- 23 febbraio 2007 -  Italia Bolzano
- 24 febbraio 2007 -  Svizzera Lugano
- 26 febbraio 2007 -  Italia Milano
- 27 febbraio 2007 -  Italia Milano
- 28 febbraio 2007 -  Italia Genova
- 1º marzo 2007 -  Italia Bergamo
- 6 marzo 2007 -  Italia Napoli
- 9 marzo 2007 -  Italia Brescia
- 10 marzo 2007 -  Italia Cortemaggiore
- 11 marzo 2007 -  Italia Cortemaggiore
- 15 marzo 2007 -  Italia Fabriano
- 23 marzo 2007 -  Italia Rende
- 24 marzo 2007 -  Italia Catanzaro
- 26 marzo 2007 -  Italia Catania
- 27 marzo 2007 -  Italia Catania
- 28 marzo 2007 -  Italia Palermo

## La scaletta
1. Monologo "La sposa zoppa"
2. Sulle rive di Morfeo
3. Fiori d'arancio
4. Matilde odiava i gatti
5. Il pendio dell'abbandono
6. Geisha
7. Sentivo l'odore
8. Monologo "Eva e la bambola"
9. Tutto su Eva
10. Maria Catena
11. Questa notte una lucciola illumina la mia finestra
12. Contessa miseria
13. Monologo "U corvo du malaugurio"
14. La dolce attesa
15. Masino
16. Fino all'ultimo
17. Per niente stanca
18. Bonsai #1
19. L'ultimo bacio
20. Quattordici luglio
21. In bianco e nero
22. Confusa e felice
23. Bonsai #2
24. Venere
25. I miei complimenti con Marina Rei (solo in alcune date)
26. Malarazza

## Band
| Strumento                                   | Nome Musicista     |
| ------------------------------------------- | ------------------ |
| voce, chitarra acustica                     | Carmen Consoli     |
| chitarra acustica, mandolino, mandoloncello | Massimo Roccaforte |
| chitarra acustica, bouzuki                  | Santi Pulvirenti   |
| contrabbasso                                | Marco Siniscalco   |
| batteria, percussioni                       | Puccio Panettieri  |
| violino                                     | Andrea Di Cesare   |
| fiati                                       | Giancarlo Parisi   |